# برج تشنغدو جرينلاند
برج تشنغدو جرينلاند هو عباره عن ناطحة سحاب عملاقة قيد الإنشاء حاليًا في مدينة تشنغدو ، سيتشوان ، الصين . و ارتفاعها يصل إلى 468 متر (1,535 قدم) مع وجود حوالي 101 طابق. بدأ العمل عليها في عام 2014 وتوقفت في أوائل عام 2019.  في منتصف عام 2020 ، بدأ البناء من جديد. عند الإنتهاء منه، سيكون أطول مبنى في تشنغدو وجنوب غرب الصين . 

## والهندسة المعمارية والتصميم

### بنيان
التناسب مع سلسلة من مشاريع ناطحات السحاب التي تتقدم في المدينة - لا سيما في دونجون المزدهرة بالمزيج بين الإحساس الشديد بالوظيفة مع التصميم الجريء والجرأة الذي من المقرر أن يرتفع فوق البقية. يشكل البرج جزءاً مركزيًا لمجمع أكبر، مركز تشنغدو جرينلاند، والذي سيتضمن العديد من الأشياء من بينها : منصة بيع بالتجزئة، كاملة مع مركز مؤتمرات، وجسر يربطها بالبرج الرئيسي، وقاعة عرض ؛ وكما يحتوي على برجين سكنيين صغيرين يبلغ طولهما مابين 173 إلى 166 متراً؛أما بما يتعلق بالبرج الرئيسي فيحوز على مجموعة من أماكن الإقامة المكتبية بالإضافة لفندق فاخر. يبين التصميم العام للمجمع بنية تشنغدو الحضرية والثقافة المحلية ويدمجها، مما يظهر التجسيد الحديث لنظرية فنغ شوي التقليدية الصينية.

### تصميم
شكل البرج مأخوذ من تلك التضاريس الجبلية الجليدية الفريدة المنتشرة حول المدينة، بواجهة جبلية مائلة تطابق تماماً التدرج اللوني البارد للتكوينات الصخرية في أعماق الشتاء. كالتلال الجبلية التي تعكس ضوء السماء والوديان التي تعكس الضوء من الأرض، سيكون البرج مجرد نحت خفيف لنشر الضوء من 360 درجة، مما يخلق اتصالًا بين المستوى الأرضي والسماء. ستقوم سلسلة من مصابيح LED الداخلية بالعمل على تعزيز هذا التأثير في الليل، مما يجعل البرج محورًا مرئيًا دائمًا للتطوير الأكبر.
تنضمَان الهندسة المعمارية والهيكل لبرج تشنغدو جرينلاند بشكل مثالي. التصميم يأخذ بعين الإعتبار المتطلبات الهيكلية لمبنى فائق الارتفاع في منطقة عالية الزلازل، بواسطة استخدام مخطط هندسي، وشكل مدبب، ونظام تقوية مثبط عالي الأداء لضمان ثبات الهيكل واستقراراه وكفاءته. يتميز المبنى أيضًا بتخصيص أنظمة الاستدامة عالية الكفاءة، تتضمن ألواح زجاجية عالية الأداء في الخارج.
ستكون هنالك مساحة مكتبية تصل إلى حوالي 120 ألف متر مربع في الجزء السفلي من البرج حيث الطوابق أكبر، مع وجود فندق مختلف وهو فاخر ومساحته تبلغ 51 ألف متر مربع في المنتصف. في الجزء العلوي، حيث المساحة مرتفعة، سيكون هناك حوالي 42000 متر مربع من مساحة الاستضافة التنفيذية.